# Dahlmühle (Heinsberg)
Die Dahlmühle war eine Wassermühle an der Jungen Wurm, in der Stadt Heinsberg im nordrhein-westfälischen Kreis Heinsberg im Regierungsbezirk Köln.

## Geographie
Die Dahlmühle hatte ihren Standort in der Straße Klevchen, in der Stadt Heinsberg. Das Grundstück, auf dem das Mühlengebäude stand, hatte eine Höhe von ca. 44 m über NN. Oberhalb stand die Schafhausener Kornmühle, unterhalb war der Standort der Stadtmühle in Heinsberg.

## Gewässer
Die Junge Wurm war ein weitestgehend parallel zur Wurm verlaufendes Gewässer. Die Abzweigstelle von der Wurm befand sich im Geilenkirchener Stadtteil Nirm auf einer Höhe von 54 m über NHN. Von dort floss die Junge Wurm in nordnordwestlicher Richtung durch die Ortsgebiete von Randerath, Horst, Porselen, Dremmen, Grebben, Heinsberg und Kempen, wo sie in nordöstlicher Richtung in die Rur mündet. Westlich von Kempen spaltet sich aus der Jungen Wurm an einem Teilungswehr ein „Mühlenbach“ genannter Abzweig ab, der entlang des Ortes Karken fließt und vor der Wolfhager Mühle sich mit dem Schaafbach vereinigt. Wenige Kilometer später mündet dieses Gewässer nach der Überquerung der deutsch-niederländischen Grenze südlich von Vlodrop auf einer Höhe von 29 m über NHN ebenfalls in die Rur. In den 1940er-Jahren wurde die Junge Wurm im südlichen Verlauf verfüllt und im nördlichen Bereich begradigt und verlegt, was die endgültige Stilllegung der meisten der rund 15 Mühlen entlang des Mühlenkanals zur Folge hatte.

## Geschichte
Die Dahlmühle ist von den drei Heinsberger Mühlen wohl die jüngste Mühle. Im Jahre 1457 baute der Probst des adeligen Damenstiftes zu Heinsberg, Johann von Brachelen, unmittelbar vor der Stadtmauer im Bruch eine Mühle. Diese wurde wie folgt beschrieben: Item, die moelen In dem Dall vur der Statt. 1561 befand sich die Mühle in der Hand des Landesherrn. Die Mühle war zusammen mit der Stadtmühle zur Zwangsmühle für das Stadtgebiet und Teile der Dörfer Aphoven und Laffeld ausgestattet. 1808 wurde die Mühle während der Franzosenzeit an den Tuchfabrikanten Trappmann verkauft, blieb aber weiterhin als Getreidemühle in Betrieb. Nach einem Brand im Jahre 1880 ging die Mühle an den Korbwarenfabrikanten Schleicher über. Der Antrieb über das Wasserrad wurde 1890 durch eine Turbine ersetzt. Nachdem 1914 eine Dampfmaschine installiert war, wurde das Staurecht aufgegeben. Im Zweiten Weltkrieg wurden die Gebäude zerstört. Nach dem Wiederaufbau wurde die Korbwarenfabrik im Zuge der Stadtsanierung umgesiedelt. Das Gelände ist heute zu einem Tennisplatz umgestaltet.

## Galerie

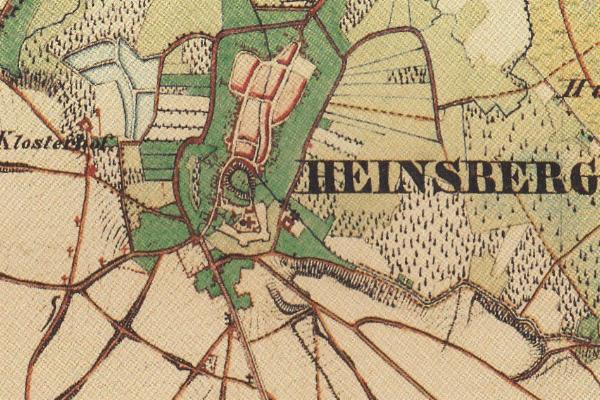
Heinsberg auf der Uraufnahme von 1843
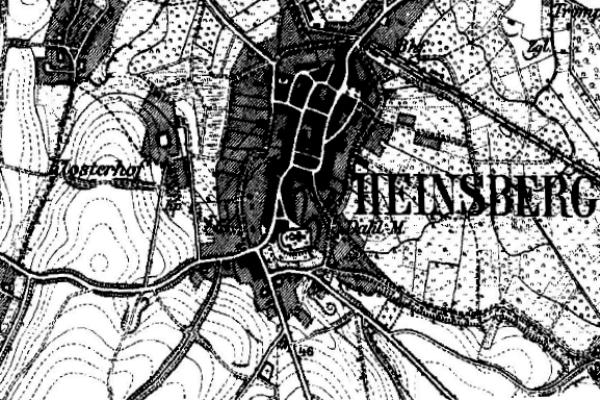
Die Dahlmühle in Heinsberg auf der Neuaufnahme von 1893
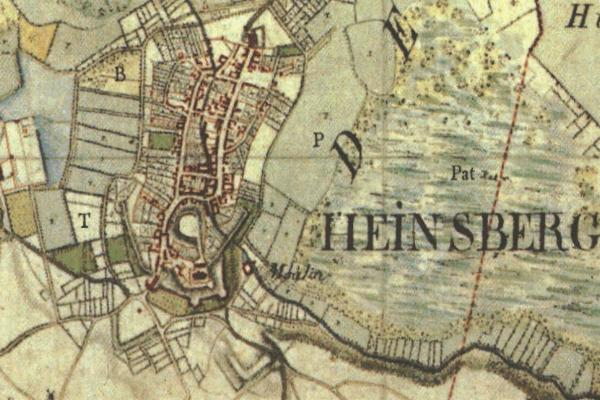
Die Dahlmühle in Heinsberg auf der Tranchotkarte 1806/1807

→ Siehe auch Liste von Mühlen an der Wurm und ihren Zuflüssen